# 대방광불화엄경소 목판
대방광불화엄경소 목판(大方廣佛華嚴經疏 木板)은 전라남도 순천시, 송광사에 있는 조선시대의 목판이다. 2016년 9월 1일 대한민국의 보물 제1909호로 지정되었다.

## 개요
송광사에 소장된 ‘『대방광불화엄경소』 목판’은 송나라의 정원(淨源, 1011∼1088)이 기존의 『대방광불화엄경』 주석서를 적절하게 편차하여 120권으로 엮은 것이다. 이 불서는 고려 때 대각국사 의천(義天)의 요청으로 수입한 2,900여장의 판본이 국내에서 유통된 이후 조선시대에는 세종대에 왕실 주도로 판각하였고, 이어 명종 연간인 1557∼1564년에는 황해도 귀진사, 1629∼1631년에는 경기도 삭령의 용복사에서 간행한 사실이 있다. 송광사에서는 1634∼1635년에 전질을 간행하였는데, 현재 귀진사와 용복사의 간본은 목판이 전하지 않을뿐더러 인본 역시 아주 일부분만 전한다. ‘『대방광불화엄경소』 목판’은 현재 100매가량 일실(逸失)되었으나 보존된 2,347매는 큰 손상 없이 송광사의 화엄전에 수장되어 있다. 권21 등의 권말에 남아 있는 간행 기록에 의하면, 각성(覺性, 1575∼1660), 계훈(戒薰), 태능(太能, 1562∼1649), 태호(太湖), 희옥(熙玉), 응묵(應默) 등이 주도하여 숭정 7년(1634) 2월부터 숭정 8년(1635) 5월까지 1년 4개월에 걸쳐 완성되었던 사실이 확인된다. 간행장소는 “順天松廣寺開板”과 같이 송광사이다. 송광사 소장의 ‘『대방광불화엄경소』 목판’은 대장경을 제외하고는 우리나라에 현전하는 불서 목판 중에서 가장 방대하며 유일하다. 국가의 지원 없이 한 사찰에서 비교적 단기간에 120권이나 되는 분량을 많은 전문 인력들을 동원하여 간행된 사실은 상당히 중요하다. 이 목판은 간행 당시의 경판 조성과 관련된 역사상은 물론 불교사적 사실 등 다양한 역사․문화적 실체를 살펴볼 수 있는 중요한 자료로서 보물로 지정하여 원천자료를 보존할 가치가 있다고 판단된다.

## 참고 자료
- 대방광불화엄경소 목판 - 국가유산청 국가유산포털